# Teranodes montanus
Teranodes montanus är en spindelart som först beskrevs av Hickman 1927.  Teranodes montanus ingår i släktet Teranodes och familjen Hexathelidae. Inga underarter finns listade i Catalogue of Life.